# Wiktor Lonskyj
Wiktor Ihorowytsch Lonskyj (ukrainisch Віктор Ігорович Лонський, international nach englischer Transkription Viktor Lonskiy oder Lonskyy; * 27. Oktober 1995) ist ein ukrainischer Hochspringer.

## Karriere
Wiktor Lonskyj gelang bisher sowohl ein nationaler als auch ein internationaler Erfolg.
So konnte Lonskyj 2017 bei den ukrainischen Meisterschaften in Kropywnyzkyj mit einer erreichten Höhe von 2,28 m auf Rang eins springen. Nur wenige Tage später platzierte er sich bei den U23-Europameisterschaften im polnischen Bydgoszcz auf dem Siegertreppchen, als er mit 2,24 m hinter Goldmedaillengewinner Dsmitryj Nabokau aus Belarus und dem Italiener Christian Falocchi die Bronzemedaille errang.